# Teresa Giudice
Teresa Giudice, född Teresa Gorga, 18 maj 1972 i Paterson, New Jersey, är en amerikansk TV-personlighet och författare.
Giudice föddes som Teresa Gorga i New Jersey i en italiensk-amerikansk familj. Hon är äldre syster till Giuseppe "Joey" Gorga. Familjen är katoliker. Hon studerade design på Berkeley College.
Hon är mest känd för att ha medverkat i TV-serien Real Housewives of New Jersey, hon har även skrivit flera kokböcker. Hon medverkade också i Donald Trumps serie The Apprentice under 2012. Under seriens gång vann hon totalt $70,000 som senare gick till välgörenhets organisationen  The NephCure Foundation. Hon sitter med i styrelsen för Project Ladybug, en välgörenhetsorganisation som grundades av hennes vän och Real Housewives of New Jersey-kollega Dina Manzo.
Den 23 december 2015 släpptes Giudice från federalt fängelse efter att ha avtjänat elva månader av ett femton månader långt fängelsestraff för förskingring. Hennes man Joe Giudice började avtjäna sin del av straffet på 41 månader den 23 mars 2016.
I maj 2017 öppnade Teresa Giudice restaurangen Gorga's Homemade Pasta & Pizza i East Hanover, New Jersey tillsammans med sin svägerska Melissa Gorga.